# Giovan Francesco de Rossi
El conde Giovan (o Giovanni) Francisco de Rossi (Roma, 6 de diciembre de 1796 - Venecia, 9 o 30 de septiembre de 1854) fue un bibliófilo y cortesano italiano del siglo XIX.

## Biografía
Nació en Roma, hijo de Giovanni Gherardo de Rossi, nobile romano, y su esposa Clementina Ingami. Sus padres también tendrían otra hija, Teresa, que contraería matrimonio con Enricco Caetani, XII duque de Sermoneta.
Su padre fue banquero y hombre de letras. Llegó a ser brevemente ministro de finanzas de la República romana.
La educación de Giovan Francisco comenzó en casa y debido a sus dotes artísticas se le llevó al taller de Vincenzo Camuccini, aunque finalmente no siguió la carrera de pintor.
En 1811 fue elegido como compañero de estudios del ex-rey de Etruria, el joven Luis II, conocido por entonces como Carlos Luis de Borbón. Carlos Luis vivía en Roma junto con su madre, María Luisa de Borbón y su hermana Luisa Carlota, debido a la desaparición del reino de Etruria y tras una estancia en Marsella.
Giovan Francisco se convierte entonces en uno de los hombres cercanos al príncipe. Cuando en 1817, María Luisa de Borbón acepta la soberanía del ducado de Lucca, es nombrado gentilhombre del príncipe heredero.
En 1824 mantendría una breve historia de amor platónica con la hermana de Carlos Luis, Luisa Carlota.
Tras diferentes relaciones amorosas platónicas, finalmente la princesa contraería matrimonio en 1825 con el sexagenario príncipe Maximiliano de Sajonia.
En enero de 1838, Maximiliano muere. Luisa Carlota regresa a Parma, los meses siguientes a su muerte suponen para ella, la posibilidad de ver materializado en matrimonio su amor platónico con un noble protestante sajón, el barón de Lindenau. El matrimonio de la princesa contaba ya con la anuencia de su hermano Carlos Luis, duque de Lucca y del rey de Sajonia, Federico Augusto II, el cual era su hijastro. Debido a que Luisa Carlota se encuentra aún de luto por su marido se considera que el matrimonio con Lindenau debe de producirse en Roma.
El duque de Lucca envía a Giovan Francisco para que acompañe a su hermana. Finalmente será él y no Lindenau quien acabará contrayendo matrimonio con Luisa Carlota en la noche del 21 de julio de 1838 en la capilla del palacio del cardenal de Gregorio.
El nuevo matrimonio se instaló en Roma en el palacio de la familia de Giovan Francisco, cerca del Quirinal. Contaban también con un castillo en Sajonia. 
Tras su matrimonio Giovan Francisco comienza a desarrollar un interés bibliográfico. En 1842 comienza el desarrollo de una importante biblioteca de incunables y manuscritos a partir de la compra de la mayor parte de la biblioteca del Collegio Capranicense. Esta colección comprendía el conocido Codex Rossi.
Murió en Venecia a consecuencia del cólera. Giovan Francisco y Luisa Carlota se encontraban en Venecia de vuelta de Sajonia, habían parado en la ciudad precisamente con objeto de no entrar en Roma a consecuencia de la epidemia de cólera desatada en la Ciudad Eterna.
Fue enterrado en la capilla familiar de la iglesia de San Carlos en Catinari en Roma. Luisa Carlota se casaría nuevamente poco después, y falleció en 1857, siendo enterrada junto a Giovan Francisco.
Su colección bibliográfica, denominada Biblioteca Rossiana fue legada a la Compañía de Jesús por su viuda, el 6 de marzo de 1855. 
En 1922, la colección se incorporaría a la Biblioteca Apostólica Vaticana, donde se encuentra en la actualidad.

## Órdenes y empleos

### Órdenes
- Comendador de la Orden de San Gregorio Magno. (julio de 1838,  Estados Pontificios)[7]

- Caballero gran cruz de la Orden de Carlos III. (17 de septiembre de 1838,  Reino de España)[8]
- Caballero de primera clase de la Condecoración para el mérito civil bajo el título de San Luis. (1838, Ducado de Lucca)[9][10]
- Senador gran cruz de la Sagrada Orden Militar Constantiniana de San Jorge. (Ducado de Parma)[11]
- Caballero de la Orden de Santiago de la Espada. (Reino de Portugal)[11]
- Comendador de segunda clase de la Orden del Mérito Civil. (Reino de Sajonia)[12]

### Empleos
- Oberhofmeister de la princesa Luisa, viuda del príncipe Maximiliano de Sajonia.[13]
- Chambelán del duque de Lucca.[14]
- Caballero de compañía del duque de Lucca.[15]